# デス・コネクション
『デス・コネクション』は、2009年12月17日にオトメイトからPlayStation 2用に発売された恋愛アドベンチャーゲーム。乙女ゲームにも該当する。2011年2月3日にPlayStation Portable用『デス・コネクション ポータブル』も発売。
PlayStation 2の限定版には、通常版と共通予約特典のドラマCD「ヨシュアの常識・死神達の非常識」に加え、ドラマCD「買い物代理選抜戦」、設定原画集が同梱されている。

## 解説
1960年代のイタリアを舞台に、マフィアの襲撃を受けた女性がたどった数奇な運命を描いたアドベンチャーゲーム。
ゲーム内にはイベントCGが存在しており、キャラクターに触ったり、CG内のオブジェクトを調べることができる"コンタクトハートシステム"という機能が搭載されている。

## ストーリー
教会育ちの修道女見習い・アメリアは、生みの親を待ちつつも、幸せな日々を送っていた。
だがある日、教会をマフィアが襲撃し、アメリアは兄代わりのヨシュアに抱えられながら教会から逃げた。
逃走中、アメリアとヨシュアは教会をたびたび訪れていた男性と会った。
男性は、郊外の屋敷へ案内し、アメリアに不思議なペンダントを託すと、いずこへと去った。
アメリアがペンダントを手にすると、ペンダントが光り出し、三人の人間が現れた。
ヴィシャス、ニコール、レオと名乗る彼らは、死神を名乗り、アメリアを数奇な運命へと導いていった。

## 登場キャラクター

### メインキャラクター
アメリア

本作の主人公。修道女見習い。
ヴィシャス
声 - 鈴木達央

アメリアが受け取ったペンダントから出てきた少年で、享年17歳。
力に陶酔する乱暴者だが迷信に凝っている。
ルチアーノ
声 - 森川智之

つかみどころのない色男。享年29歳。
グロリア
声 - 安元洋貴

ファミリーの顧問兼ボスの右腕。享年32歳。
ニコール
声 - 川田紳司

アメリアが受け取ったペンダントから出てきた人物で、享年25歳。見た目は長い金髪の美女で本人も女性だと信じきっているが、実際は男性。厳しくも優しい、アメリアの姉的存在となる。
PSP版では個別EDが追加された。
レオ / レオナルド
声 - 岡本信彦

アメリアが受け取ったペンダントから出てきた人物で、享年15歳。食いしん坊で、食べ物にこだわりがある。物静かだが鋭い一面もある。
メディシス
声 - 興津和幸

ルチアーノとともにボスの右腕を務めた男性で、財務や経理を主に扱ってきた。享年27歳。
ヨシュア
声 - 堀江一眞

アメリアと教会で兄妹同然に育った神父。アメリアを連れて逃げたときは22歳だった。ある理由よりマフィアを嫌っている。

### サブキャラクター
セルビア
声 - 真木碧

サルヴァトーレファミリーの派生組織である「ナイト・ゲート」の女ボスで、ルチアーノやグロリアとは顔見知り。ドレッドヘアーが特徴。
ランベルト
声 - 仁科洋平

タランティノファミリーとつながりを持つ悪徳警官で、階級は警部。
レナード
声 - 金光宣明

フィリッポ
声 - 岡林史泰

サルヴァトーレファミリーの元料理人。一見気弱そうに見えるが、腹に一物ある人物。
クラウディア
声 - 中村恵子

タランティノファミリーのボスである傲慢な美女。
カストロ
声 - 風間秀郎

タランティノファミリーお抱え医師。研究第一で、胡散臭い一面を持つ。

## スタッフ
- 原画・キャラクターデザイン - 桐矢隆
- シナリオ - 高木亜由美

## 主題歌
PlayStation 2版
オープニングテーマ「BREAKTHROUGH」
作詞：miqui、作曲：杉浦勇紀、編曲：Heinrich Von Ofterdingen、歌・演奏：Heinrich Von Ofterdingen
エンディングテーマ1「Anxious Eyes」
作詞：miqui、作曲：杉浦勇紀、編曲：Heinrich Von Ofterdingen、歌・演奏：Heinrich Von Ofterdingen
エンディングテーマ2「Long Distance」
作詞：miqui、作曲：杉浦勇紀、編曲：Heinrich Von Ofterdingen、歌・演奏：Heinrich Von Ofterdingen
挿入歌「Memories -in the rain-」
作詞：miqui、作曲：杉浦勇紀、編曲：Heinrich Von Ofterdingen、歌・演奏：Heinrich Von Ofterdingen
挿入歌「Pray -Happy Christmas Time-」
作詞：miqui、作曲：杉浦勇紀、編曲：Heinrich Von Ofterdingen、歌・演奏：Heinrich Von Ofterdingen

PlayStation Portable版
オープニングテーマ「Salvage」
作詞：miqui、作曲：杉浦勇紀、編曲：Heinrich Von Ofterdingen、歌・演奏：Heinrich Von Ofterdingen

## 関連商品

### CD
- デス・コネクション オリジナルサウンドトラック（MUZZLE DUZZLE MUSIK ALLERLEI、2010年3月3日発売）
- デス・コネクション CHARACTER SONG ALBUM（ランティス、2010年6月16日発売）

### 書籍
- デス・コネクション 公式ビジュアルファンブック（エンターブレイン、2010年3月1日発売）